# Matthew Antoine
Matthew Antoine (n. 2 aprilie 1985, Prairie du Chien, Wisconsin, SUA) este un sportiv ce a reprezentat Statele Unite ale Americii, medaliat olimpic. A participat la două ediții ale Jocurilor Olimpice (2014, 2018) în care a câștigat o medalie de bronz.